# Nguyễn Văn Chúc
Nguyễn Văn Chúc – wietnamski zapaśnik walczący w stylu klasycznym.
Srebrny medalista igrzysk Azji Południowo-Wschodniej z 1997 roku.